# Boyd Tinsley Women's Clay Court Classic 2012
Il Boyd Tinsley Women's Clay Court Classic 2012 è stato un torneo professionistico di tennis femminile giocato sulla terra verde. È stata la 10ª edizione del torneo, che fa parte dell'ITF Women's Circuit nell'ambito dell'ITF Women's Circuit 2012. Si è giocato a Charlottesville negli USA dal 23 al 29 aprile 2012.

## Partecipanti

### Teste di serie
| Nazionalità | Giocatrice                | Ranking* | Testa di serie |
| ----------- | ------------------------- | -------- | -------------- |
| Canada      | Stéphanie Dubois          | 92       | 1              |
| Stati Uniti | Irina Falconi             | 105      | 2              |
| Russia      | Alla Kudrjavceva          | 116      | 3              |
| Stati Uniti | Alison Riske              | 122      | 4              |
| Australia   | Olivia Rogowska           | 123      | 5              |
| Giappone    | Erika Sema                | 134      | 6              |
| Stati Uniti | Jill Craybas              | 135      | 7              |
| Portogallo  | Michelle Larcher de Brito | 146      | 8              |

- Ranking al 16 aprile 2012.

### Altre partecipanti
Giocatrici che hanno ricevuto una wild card:
- Lindsey Hardenbergh
- Melanie Oudin
- Shelby Rogers
- Maria Sanchez

Giocatrici che sono passate dalle qualificazioni:
- Gail Brodsky
- Alexandra Kiick
- Chalena Scholl
- Roxane Vaisemberg
- Julie Coin (lucky loser)
- Julia Glushko (lucky loser)
- Johanna Konta (lucky loser)

## Campionesse

### Singolare
- Melanie Oudin ha battuto in finale  Irina Falconi, 7–6(0), 3–6, 6–1

### Doppio
- Maria Sanchez /  Yasmin Schnack hanno battuto in finale  Elena Bovina /  Julia Glushko, 6–2, 6–2